# Jamais sans mon psy
Pour plus de détails, voir Fiche technique et Distribution.
Jamais sans mon psy est un film français réalisé par Arnaud Lemort et sorti en 2024.

## Synopsis
Célèbre psychanalyste, le Dr Olivier Béranger peine à se débarrasser de Damien Leroy, un patient aussi angoissé qu'envahissant. Il tente alors de le convaincre de trouver enfin le grand amour, pour guérir. Alors qu’Olivier s’apprête à fêter ses 30 ans de mariage avec sa femme Paloma, leur fille Alice leur annonce avoir rencontré un homme. Olivier va vite déchanter en découvrant qu'il s'agit de Damien.

## Fiche technique
Sauf indication contraire, les informations mentionnées dans cette section peuvent être confirmées par les bases de données cinématographiques IMDb et Allociné,  présentes dans la section « Liens externes ».
- Titre original : Jamais sans mon psy
- Réalisation et scénario : Arnaud Lemort
- Musique : Romain Trouillet
- Décors : Dominique Jonny
- Costumes : Aurore Pierre
- Direction artistique : Isabelle de Araujo
- Photographie : Christophe Graillot
- Montage : Chrystel Alépée, Stéphane Pereira, Antoine Vareille et Juliette Zafimehy
- Production : Mathieu Verhaeghe et Thomas Verhaeghe
- Société de production : Atelier de production
- Distribution : UGC Distribution
- Langue originale : français
- Pays de production : France
- Genre : comédie
- Format : couleur - 2,35:1
- Durée : 91 minutes
- Date de sortie : 
  - France : 11 décembre 2024

## Distribution
- Christian Clavier : Dr Olivier Béranger
- Baptiste Lecaplain : Damien Leroy
- Claire Chust : Alice Bouarqué
- Cristiana Reali : Paloma Béranger
- Rayane Bensetti : Stéphane
- Jean-François Cayrey : Franck Larivière
- Laurent Bateau : Michel Hazan
- Fabienne Galula : Cathy
- Fred Saurel : Jean
- Thomas VDB : Marius
- Luca Gelberg : Antoine
- Claudette Walker : Maminouche
- Charlie Nelson : Hervé
- Elisa Sergent : Eléonore, la femme de Franck et amie de Paloma
- Tatiana Rojo : Flavie
- Smadi Wolfman : Nathalie, la femme de Michel et amie de Paloma
- Frédéric Etherlinck : le chef des pompiers
- Sophie d'Hondt : Lilou
- Stéphane Russel : Lucas, le mari de Lilou

## Production
Le tournage débute le 22 mai 2023 et a notamment lieu en région Auvergne-Rhône-Alpes dans la ville de Thonon-les-Bains. Les prises de vues se poursuivent jusqu'au 12 juillet 2023.